# Гопала II
Гопала II — імператор Пала, наступник Радж'япали

## Правління
За часів його правління до колишніх земель Пратіхарів прийшли Чандела та Калачурі. Племена камбоджі також закріпились у північній Бенгалії, фактично витіснивши Гопалу до південного Біхару та західної Бенгалії.